# 붉은 사슴비
《붉은 사슴비》(영어: Thunderheart)는 미국에서 제작된 마이클 앱티드 감독의 1992년 네오웨스턴 미스터리 스릴러 영화이다. 밸 킬머 등이 출연하였고, 로버트 드니로 등이 제작에 참여하였다. 방영명은 썬더하트이다.

## 줄거리
1970년대 후반 또는 1980년대에 사우스다코타주에 있는 미국 원주민 보호구역의 부족 회의 구성원인 레오 패스트 엘크가 살해된다. FBI 요원 레이 르보이는 그의 혼혈 수족 혈통이 보호구역 주민들을 심문하는 데 도움이 될 수 있다는 이유로 이 사건에 배정된다. 프랭크 "쿠치" 쿠텔 요원은 용의자 목록을 평화적인 미국 원주민 정치 운동가이자 교사인 매기 이글 베어와 급진적인 원주민 권리 운동(ARM)의 지도자인 지미 룩스 트와이스로 좁힌다.
지미 룩스 트와이스가 유력한 용의자이며, 프랭크는 부족 회의 의장 잭 밀턴과 협력하여 그를 체포하려 한다. 잭은 지미와 ARM으로부터 보호구역을 보호하기 위해 비공식 민병대를 고용했는데, 이들은 보호구역을 현대화하려는 부족 회의의 노력에 반대한다. 지미는 결국 구금되지만 FBI와 부족 경찰과의 총격전 끝에 탈출한다.
인디언 부족 경찰관 월터 크로우 호스가 살인 사건이 매기의 소유지에서 발생했다고 언급하자 레이는 증거를 수집하러 가지만 총알 탄피만 발견하고 매기로부터 떠나라는 말을 듣는다. 그럼에도 레이는 매기에게 돌아와 그녀의 할머니를 심문한다. 레이가 방문하는 동안 매기의 아들은 잭의 민병대에 의해 팔에 총을 맞는데, 이들은 ARM이 총격을 가했다고 주장한다. 레이는 매기와 그녀의 아들을 병원으로 데려가던 중 잭의 부하들과 싸움에 휘말린다.
프랭크는 지미가 살인을 저질렀다고 확신하지만, 월터는 레이에게 살인자가 지미보다 덩치가 컸고 레오의 차를 훔쳐 매기의 소유지에서 시체를 버려진 곳으로 옮기는 데 사용했다고 말한다. 레오의 차는 여전히 사라졌지만, 프랭크는 이 단서를 무시하고 레이에게 지미를 찾는 데 집중하라고 말한다. 그러나 레이는 월터와 부족 원로인 할아버지 샘 리치스의 도움을 받아 자신만의 비밀 조사를 시작한다. 레오의 차는 트렁크에 큰 재킷과 함께 발견되었는데, 이는 살인자가 지미보다 덩치가 컸다는 월터의 주장을 뒷받침한다. 레이는 재킷 주머니에서 몰래 경품권 조각을 꺼내 매기에게 가져가 누구의 것인지 확인할 수 있는지 묻는다. 경품 행사를 주최한 매기는 보호구역의 오염된 물에 대해 우려한다.
레이는 할아버지 샘 리치스를 방문하고 이제는 무죄라고 확신하는 지미를 발견한다. 레이의 노력에도 불구하고 FBI는 결국 지미를 체포한다. 프랭크는 매우 분노하지만, 레이는 보호구역과 레오의 살인 사건에 관련된 음모와 은폐를 의심하기 시작한다. 한편, 매기는 레이를 위해 티켓 조각을 맞춰본다. 그것은 보호구역에 있는 휠체어를 사용하는 죄수 리처드 옐로우 호크가 구입한 것이었다. 레이는 리처드를 방문하고, 리처드는 레오를 죽였고 장애인인 척했다고 시인한다. 프랭크와 다른 FBI 요원들은 리처드가 그들을 위해 호의를 베풀면 형량을 줄여주겠다고 제안하며 교도소에서 리처드를 방문했었다. 리처드는 ARM과 부족 회의 사이의 긴장을 고조시켰고, 프랭크는 교도소로 다시 돌아갈 것이라는 위협으로 그를 협박했다.
레이와 월터는 레오가 죽기 전에 조사하던 장소인 레드 디어 테이블로 이동한다. 레이는 이전에 운디드니 학살에 대한 꿈을 꾸었는데, 꿈에서 그는 다른 원주민들과 함께 미군 병사들로부터 도망치고 있었다. 월터에 따르면, 그것은 환영이었고, 레이는 운디드니에서 살해된 미국 원주민 영웅 "썬더하트"이며, 이제 그들의 현재 어려움에서 그들을 구하기 위해 환생했다고 한다. 두 사람은 결국 보호구역에서 우라늄을 노천 채굴하려는 정부 지원 계획을 발견한다. 이 채굴은 수자원을 오염시키고 보호구역의 반정부 ARM과 밀턴의 부하들 사이의 갈등을 부채질하고 있다. 이 땅은 밀턴의 소유가 아니지만, 그는 임대료에서 뒷돈을 받는다. 레이와 월터는 현장에서 매기의 시신을 발견한다. 리처드도 나중에 사망한 채 발견되었는데, 그의 손목은 자살로 보이도록 칼로 베어져 있었다.
월터와 레이는 프랭크, 잭, 그리고 그의 친정부 협력자들에게 쫓긴다. 레이는 자신이 리처드의 자백을 녹음했으며, 이는 레오의 살인에 프랭크가 연루되었음을 보여준다고 밝힌다. 레이와 월터는 궁지에 몰리지만 그들이 죽임을 당하기 전에 ARM이 나타나 그들을 보호한다. 프랭크와 잭은 수적으로 열세에 놓여 체포된다. 부패에 환멸을 느낀 레이는 FBI를 떠난다.

## 출연진
- 밸 킬머 - FBI 요원 레이 러보이 역
- 샘 셰퍼드 - FBI 요원 프랭크 “쿠치” 쿠텔 역
- 그레이엄 그린 - 월터 크로 호스 역
- 프레드 워드 - 잭 밀턴 역
- 프레드 돌턴 톰프슨 - 윌리엄 도스 역
- 실라 타우지 - 매기 이글 베어 역
- 추장 테드 신 엘크 - 그랜드파 새뮤얼 “샘” 리치스 역
- 존 트루델 - 지미 룩스 트와이스 역
- 렉스 린 - FBI 요원 역
- 데이비드 크로즈비 - 바텐더 역

## 기타 제작진
- 배역: 리사 클라크슨
- 미술: 댄 비숍
- 의상: 수전 라이올

## 같이 보기
- 아메리칸 인디언 운동
- 운디드니 학살